# Ozero Beljasjka
Ozero Beljasjka (ryska: Озеро Беляшка) är en sjö i Belarus.   Den ligger i voblasten Hrodna voblast, i den västra delen av landet, 220 km väster om huvudstaden Minsk. Ozero Beljasjka ligger 119 meter över havet. Arean är 0,15 kvadratkilometer. Den sträcker sig 1,1 kilometer i nord-sydlig riktning, och 0,4 kilometer i öst-västlig riktning.
I omgivningarna runt Ozero Beljasjka växer i huvudsak blandskog. Runt Ozero Beljasjka är det ganska tätbefolkat, med 139 invånare per kvadratkilometer.